# أنغيلو هوغيز
أنغيلو هوغيز (بالفرنسية: Angelo Hugues)‏ (3 سبتمبر 1966 في دونكيرك) لاعب كرة قدم فرنسي معتزل كان يجيد اللعب في مركز حارس مرمى . اشتهر عندما لعب في أندية ليون ، موناكو (فرنسا) ، وفيسلا كراكوف (بولندا) .

## روابط خارجية
- أنغيلو هوغيز على موقع قاعدة بيانات كرة القدم.إي يو (الإنجليزية)
- أنغيلو هوغيز على موقع Soccerway.com (الإنجليزية)
- أنغيلو هوغيز على موقع عالم كرة القدم.نت (الإنجليزية)